# 道格拉斯·穆雷
道格拉斯·穆雷（英語： 1979年7月16日—）英国保守派作家，右翼政治评论家，英国政论杂志《旁观者》编辑，曾投稿《华尔街日报》，他对伊斯兰教持批判态度。